# Władysław Pacholczyk
Władysław Pacholczyk, ps. Adam, Klin, Adam Linowski (ur. 7 sierpnia 1903 w Jeżowie w pow. Końskie, zm. 24 grudnia 1944 w Częstochowie) – polski nauczyciel i działacz narodowy, członek Narodowej Organizacji Wojskowej, porucznik Narodowych Sił Zbrojnych, kierownik wydziału ogólnoorganizacyjnego sztabu Komendy Głównej NSZ-AK. Zamordowany przez oficera do zadań specjalnych rozłamowej Brygady Świętokrzyskiej NSZ-ONR (Obóz Narodowo-Radykalny) – agenta Gestapo kpt. Huberta Jurę „Toma”.

## Życiorys
Był działaczem Stronnictwa Narodowego i Obozu Wielkiej Polski na terenie powiatów Opoczno i Końskie. W latach 1929–1940 (z przerwami) sprawował funkcję prezesa powiatowego SN w Opocznie. Od 1931 do wybuchu wojny był członkiem Rady Naczelnej SN. Od lipca do grudnia 1934 i ponownie od października 1935 do kwietnia 1936 na mocy postanowienia wojewody kieleckiego przebywał w obozie w Berezie Kartuskiej.
W listopadzie 1939 zorganizował Komendę Powiatową Narodowej Organizacji Wojskowej w Opocznie, na czele której stanął. Od lutego 1940 działał w Sztabie Komendy Okręgu NOW w Radomiu. W IV kwartale 1940 został przeniesiony do Komendy Głównej NOW. Zajmował się organizowaniem pracy konspiracyjnej w okręgach całego kraju.
W 1942 znalazł się w grupie Augusta Michałowskiego ps. „Roman”, która była przeciwna scaleniu NOW z Armią Krajową. Następnie wszedł w skład tymczasowej Komisji Rządzącej SN oraz Komendy Głównej Narodowych Sił Zbrojnych, których był współorganizatorem.
W latach 1943–1944 był członkiem konspiracyjnego Zarządu Głównego SN, gdzie pełnił funkcję kierownika Wydziału Organizacyjnego.
W I kwartale 1944 należał do grupy opowiadającej się za podporządkowaniem NSZ Komendzie Głównej AK, do czego doszło w kwietniu 1944. Wówczas w NSZ nastąpił rozłam na część, która scaliła się z AK oraz NSZ-ONR, wywodzącą się z dawnego Związku Jaszczurczego, będącego emanacją Obozu Narodowo-Radykalnego, która była temu przeciwna. Skutkiem umowy scaleniowej było również zjednoczenie podzielonych od powstania NSZ w 1942 frakcji SN – Władysław Pacholczyk wszedł w skład Zarządu Głównego SN „Kwadrat”. Po upadku powstania warszawskiego przebywał w Radomiu, Kielcach, Skarżysku i Częstochowie, gdzie nawiązywał kontakty organizacyjne z NSZ i Narodowym Zjednoczeniem Wojskowym.
24 grudnia 1944 został zamordowany w Częstochowie przez niemieckiego agenta kpt. Huberta Jurę „Toma”, od lata 1944 pełniącego funkcję oficera do zadań specjalnych kolaborującej z Niemcami Brygady Świętokrzyskiej NSZ-ONR. Mordu dokonano w przekazanej do dyspozycji brygady przez Hauptsturmführera SS Paula Fuchsa – szefa Gestapo w dystrykcie radomskim Generalnego Gubernatorstwa willi przy ulicy Jasnogórskiej 25, gdzie urządzono katownię dla przeciwników politycznych brygady. Zwłoki Pacholczyka zakopano w ogrodzie tej willi. Ekshumowano je po zakończeniu okupacji niemieckiej.